# 이한 (고려)
이한(李翰, 생몰년 미상)은 고려시대의 문신이며, 이자연의 아버지이고, 현종의 장인 김은부의 처남이다. 시호는 문경(文敬)이다.

## 생애
상서좌복야(尙書左僕射) 겸 상주국(上柱國)에 추증되고 소성현개국후(邵城縣開國侯)에 추봉된 이허겸의 아들로 원혜왕후, 원성왕후, 원평왕후의 친정어머니인 안산대부인의 남동생이다. 관직은 이부시랑 중추부사(吏部侍郞中樞副使)를 거쳐 상서성좌복야(尙書省左僕射)에 이르렀고, 이후 여러 번 증직되어 문하시중(門下侍中)에 추증되었다.

## 기타
현종비 원혜왕후(덕종, 정종의 모후), 원성왕후(문종, 정간왕의 모후), 원평왕후의 외삼촌이며 문종비 인예왕후(순종, 선종, 숙종의 모후), 인경현비, 인절현비의 친정할아버지이다. 선종비 사숙왕후와 정신현비, 장경궁주의 증조부였다.

## 가족 관계
- 아버지 : 이허겸(邵城伯 李許謙)
  - 처 : 낙랑군대부인(樂浪郡大夫人) 경주 최씨(慶州崔氏), 최영(崔領)의 딸
    - 아들 : 이자연(李子淵)
    - 며느리 : 계림국대부인 경주 김씨(鷄林國大夫人 慶州 金氏), 김인위(金因渭)의 딸
      - 손자 : 이정(李頲)
      - 손자 : 이적(李頔)
      - 손자 : 이석(李碩)
      - 손자 : 이의(李顗)
      - 손자 : 혜덕왕사 소현(慧德王師 韶顯)
      - 손자 : 이호(李顥)
      - 손자 : 이전(李顓)
      - 손자 : 이안(李顔)
      - 손녀 : 인예태후(仁睿太后)
      - 손녀 : 인경현비(仁敬賢妃)
      - 손녀 : 인절현비(仁節賢妃)

    - 아들 : 이자상(李子祥)
    - 며느리 : 하원군대부인 정주 류씨
      - 손자 : 이예(李預)
      - 손자 : 이오(李䫨)

## 같이 보기
- 김은부
- 이허겸
- 이자연
- 이공수